# Cyklistická trasa 56
Cyklistická trasa 56, nazývaná také Cyklotrasa 56, je dálková cyklistická trasa II. třídy v Horním Slezsku. Trasa vede v Moravskoslezském kraji a spojuje polské Chałupki, resp. Bohumín s Bukovcem, resp. polské Jasnowice. Nachází se v okrese Karviná a okrese Frýdek-Místek a v geomorfologických celcích Ostravská pánev, Podbeskydská pahorkatina, Jablunkovská brázda a okrajově i v Moravskoslezských Beskydech.

## Historie a popis
Cyklistická trasa 56 má délku 90 km a vede převážně po asfaltovém povrchu.

### Trasa
Hraniční přechod Starý Bohumín - Náměstí svobody ve Starém Bohumíně - Šunychl - Skřečoň - Lutyně - Orlová - Orlová-Město - Lazy - Šumbark - Havířov - Bludovice - Horní Bludovice - Horní Těrlicko - Těrlicko - Životice - Dolní Těrlicko - Koňákov - Horní Žukov - Vělopolí - Střítež - Smilovice - Guty - Oldřichovice - Karpentná - Milíkov - Bocanovice - Jablunkov - Písek - Bukovec - Hraniční přechod Bukovec-Jasnowice.

## Další informace
Cyklistická trasa 56 je celoročně volně přístupná a navazuje na další turistické trasy a stezky. Cyklistická trasa 56, která vede vnitrozemím, má stejný počátek a téměř i konec jako cyklistická trasa 10 (Cyklostezka Olše), která vede podél česko-polské státní hranice.